# Gerardus ’t Hooft
Gerardus ’t Hooft (ur. 5 lipca 1946 w Den Helder) – holenderski fizyk teoretyk. Laureat wraz z Martinusem J.G. Veltmanem Nagrody Nobla z 1999 roku za wyjaśnienie kwantowej struktury oddziaływań elektrosłabych.

## Życiorys
Doktorat uzyskał w roku 1972 na Uniwersytecie w Utrechcie, gdzie w roku 1977 został profesorem fizyki teoretycznej. Jest członkiem Królewskiej Holenderskiej Akademii Sztuk i Nauk (KNAW). W roku 1986 został uhonorowany Medalem Lorentza.
Opracował między innymi zasadę holograficzną.

## Teoria kwantowa
Jest on sceptycznie nastawiony do mechaniki kwantowej, twierdzi on, że jest ona tylko przybliżonym opisem, fundamentalnie innej rzeczywistości